# Історія монет в Італії
Італія має довгу історію різних типів монет, яка охоплює тисячі років. Італія була впливовою з точки зору монетного карбування: середньовічний флорентійський флорин, один з найбільш використовуваних типів монет в європейській історії та одна з найважливіших монет в західній історії, був карбований у Флоренції у 13 столітті, в той час як венеціанський цехін, який карбувався з 1284 по 1797 рік, був найпрестижнішою золотою монетою в обігу в комерційних центрах Середземного моря.
Попри те, що перші італійські монетні системи використовувалися в Великій Греції та етруській цивілізації, римляни запровадили поширену валюту по всій Італії. На відміну від більшості сучасних монет, римські монети мали внутрішню вартість. Ранньомодерні італійські монети були дуже схожі на французькі франки, особливо у десяткових системах, оскільки країна перебувала під владою Наполеонівського Королівства Італія. Вони відповідали вартості 0,29 грама золота або 4,5 грама срібла.
Оскільки Італія протягом століть була поділена на багато історичних держав, у кожної з них були різні монетні системи, але коли країна об’єдналася в 1861 році, була введена італійська ліра, яка використовувалася до 2002 року. Термін походить від libra, найбільшої одиниці каролінзької монетної системи, яка використовувалася в Західній Європі та інших регіонах з 8 по 20 століття. У 1999 році євро став грошовою одиницею Італії, а ліра стала національною субодиницею євро за курсом 1 євро = 1936,27 лір, перед тим, як її замінили готівкою у 2002 році.

## Античність

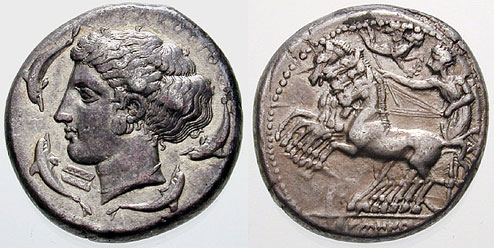
Тетрадрахма Великої Греції, прибл. 415–405 до н.е.

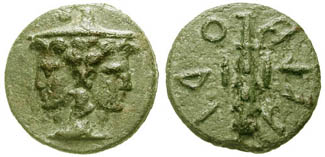
Монета етрусків, 3 століття до н.е.

Попри те, що перші італійські монетні системи використовувалися у Великій Греції та етруській цивілізації, римляни запровадили поширену валюту по всій Італії. На відміну від більшості сучасних монет, римські монети мали внутрішню вартість.
Грецька монета Італії та Сицилії походить від місцевих італійців та сицилійців, які утворили численні міста-держави у Великій Греції. Ці елліністичні громади походили від грецьких мігрантів. Південна Італія була настільки ґрунтовно еллінізована, що її називали Великою Грецією. Кожна з держав карбувала свою монету. Тарас (тепер називається Таранто) був одним з найбільш активних міст Великої Греції, який карбував головним чином срібло, але часто також і золото. До другого століття до нашої ери деякі з цих грецьких монетних карбувань еволюціонували під римським правлінням і можуть бути класифіковані як перші римські провінційні валюти.
Короткий період етруського карбування, з переважанням марок вартості, здається, є амальгамою, що поєднує два дуже різні монетні системи: 'примітивну' економіку бронзового зважування та Aes Grave Центральної Італії з випуском срібла та золота південноіталійського грецького типу, який не був відомий у Етрурії.

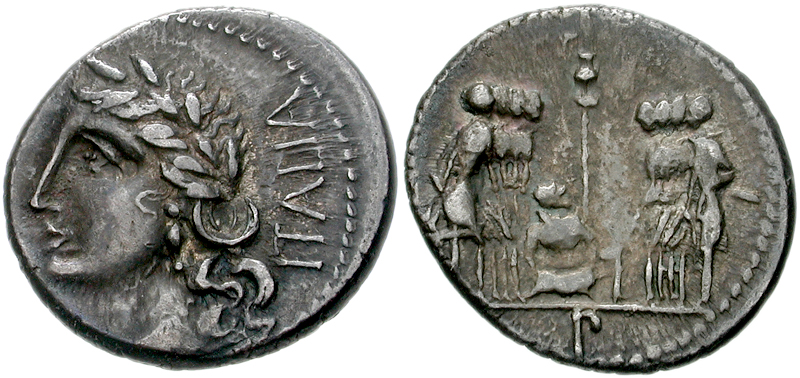
Срібна монета, карбована в Корфінії під час Союзницької війни (91–88 до н.е.), з написом ITALIA на краю персоніфікації Італії, представленої як богиня з лавровим вінком

Родина монет соціальної війни включає всі монети, випущені італійськими союзниками марсійської конфедерації, Марси, Пелінги, Піцени, Вестіни, Самніти, Френтани, Марруціни та Лукани під час Союзницької війни (91–88 до н.е.) проти Риму. Натхнені римським денарієм, їх обіг (а можливо і випуск) продовжувався навіть після закінчення конфлікту, одночасно та перемішано з республіканськими моделями.

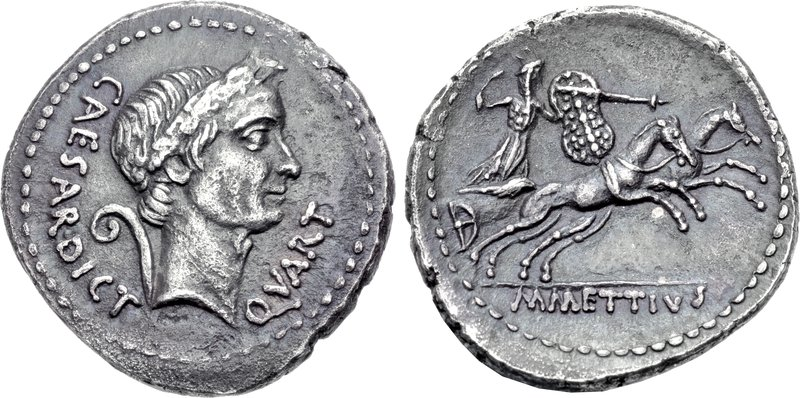
Римський денарій Юлія Цезаря, 44 до н.е.

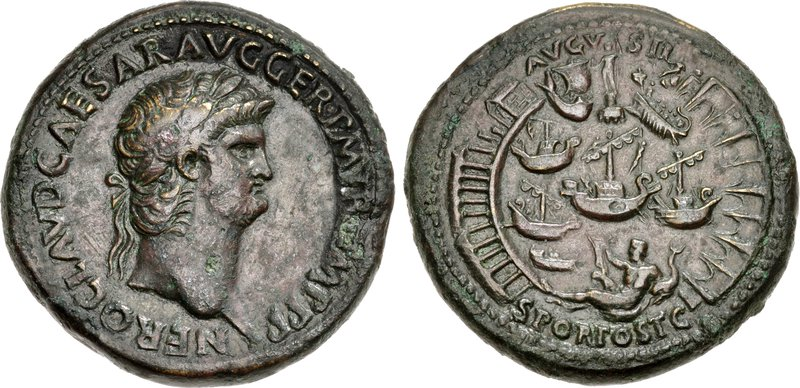
Римський сестерцій Нерона, прибл. 54–68 н.е.

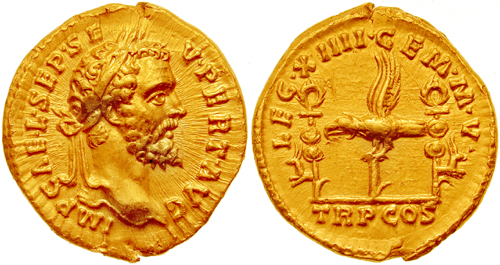
Римський Ауреус Септимія Севера, прибл. 193–211 н.е.

Римська валюта протягом більшої частини історії Риму складалася з золота, срібла, бронзи, оріхалка та міді монет. З моменту свого впровадження під час республіки у третьому столітті до н.е. до імператорських часів, римська валюта зазнала багато змін у формі, номіналі та складі. Постійною рисою було інфляційне знецінення та заміна монет протягом століть. Видатні приклади цього сталися після реформ Діоклетіана. Ця тенденція продовжувалася з візантійською валютою.
Після падіння Західної Римської імперії солід продовжував циркулювати деякий час серед франків; його назва збереглася та трансформувалася у «sol» французькою, потім «sou». Народи, що оселилися в імперії, бургунди, остготи та вестготи, також випускали монети, наслідуючи римську систему, включаючи солід. 
Назви римської валюти зберігаються до сьогодні у багатьох країнах через каролінзьку монетну систему, такі як арабський динар (від монети денарій), британський фунт стерлінгів, песо (обидва переклади римської лібри, одиниці ваги) та португальський dinheiro (від монети денарій).
Виробництво монет у римській культурі, що датуються приблизно 4 століттям до н.е., значно вплинуло на подальший розвиток монетного карбування в Європі. Походження слова «монетний двір» приписують виробництву срібних монет у Римі в 269 році до н.е. поблизу храму Юнони Монети. Ця богиня стала персоніфікацією грошей, і її ім'я було застосовано як до грошей, так і до місця їх виробництва. Римські монетні двори були широко поширені по всій імперії і іноді використовувалися для пропагандистських цілей. Населення часто дізнавалося про нового римського імператора, коли з'являлися монети з його портретом.
Попри те, що вони містили дорогоцінні метали, вартість монети була вищою за вміст дорогоцінних металів, тому вони не були зливками. Оцінки їх вартості варіюються від 1,6 до 2,85 разів більше за їх металевий вміст, що, як вважається, дорівнює купівельній спроможності 10 сучасних британських фунтів стерлінгів (15 доларів США) на початку Римської імперії до близько 18 фунтів стерлінгів (29 доларів США) до кінця її існування (порівнюючи ціни на хліб, вино та м’ясо) та, за той же період, близько одного до трьох днів платні легіонера.

## Середньовіччя та Відродження
Італія була впливовою з точки зору монетного карбування: середньовічний флорентійський флорин, один з найбільш використовуваних типів монет в європейській історії та одна з найважливіших монет в західній історії, був карбований у Флоренції у 13 столітті, в той час як венеціанський цехін, який карбувався з 1284 по 1797 рік, був найпрестижнішою золотою монетою в обігу в комерційних центрах Середземного моря.

### Ломбардське карбування

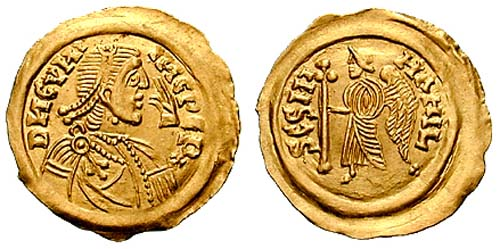
Ломбардська монета, прибл. 688–700 н.е.

Ломбардське карбування відноситься до автономного виробництва монет ломбардами. Це частина монет, вироблених германськими народами, які зайняли колишню територію Римської імперії під час періоду переселення народів. Усі відомі ломбардські монети були виготовлені після їхнього заселення Італії. Карбування походить з двох різних регіонів: у Лангобардській Мажорії між останніми десятиліттями шостого століття та 774 роком, а також у Лангобардській Мінорії, у герцогстві Беневентському, приблизно між 680 та кінцем 9 століття. 
Знайдено лише п'ять скарбів, які містять не-псевдоімперське карбування ломбардців. З них лише два були опубліковані детально. 
- Скарб, знайдений у Оссі (провінція Сассарі), був описаний Вінченцо Дессі у 1908 році.[12]
- Скарб, знайдений у Іланц, Граубюнден, був описаний Фріцом Джекліном у 1906 році,[13] і подальше вивчення було проведено Бернареджі у 1977 році.[14]

### Флорентійський флорин

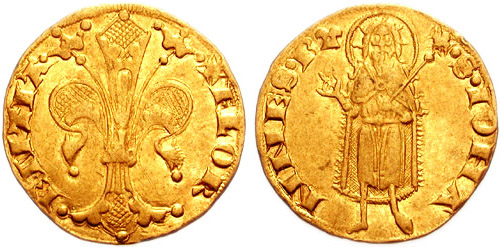
Флорентійський флорин, 1347

Флорентійський флорин (італ. Fiorino fiorentino) карбувався з 1252 по 1523 рік без значних змін у дизайні чи стандарті вмісту металу. Він важив 54 грани (3,499 грами, 0,113 тройської унції) номінально чистого або «тонкого» золота з купівельною спроможністю, яку важко оцінити (і змінною), але яка варіюється, залежно від соціальної групи та перспективи, від приблизно 140 до 1000 сучасних доларів США. Назва монети походить від Giglio bottonato (італ.), квіткового символу міста, який зображений на лицьовій стороні монети.

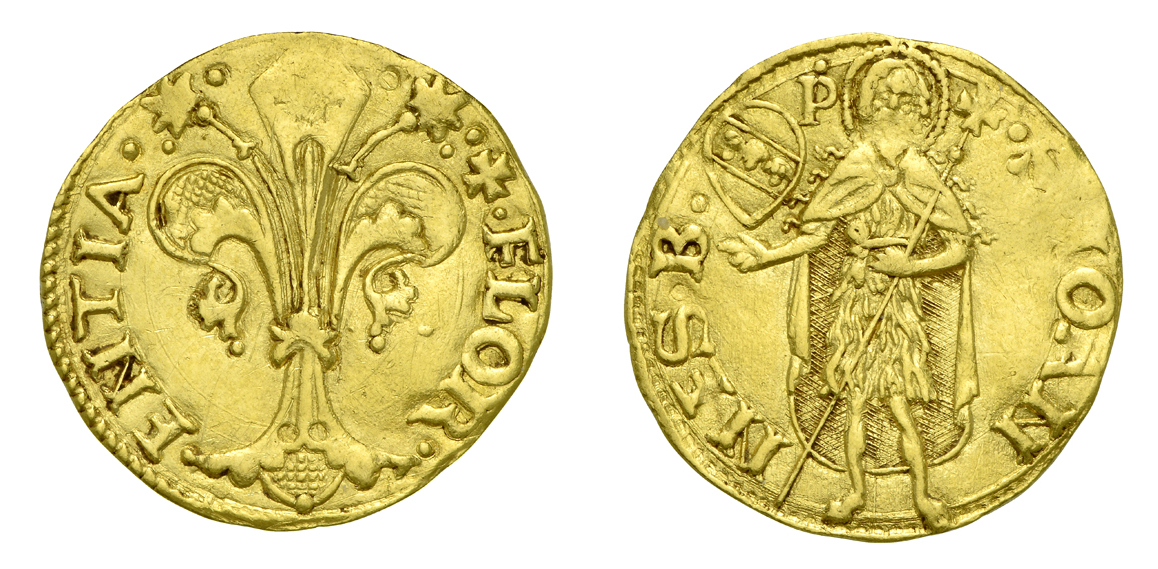
Флорентійський флорин, 1507

Фіоріно д'оро (золотий флорин) використовувався в Флорентійській республіці і був першою європейською золотою монетою, карбованою у достатній кількості з 7 століття, щоб відіграти значну комерційну роль. Флорин визнавався у великих частинах Європи. Територіальне використання ліри та флорина часто збігалося, де ліра використовувалася для менших транзакцій (зарплата, покупка їжі), флорин — для більших транзакцій, таких як ті, що використовуються для приданого, міжнародної торгівлі або для податкових питань.
Флорентійський флорин — один з найбільш використовуваних типів монет в європейській історії та одна з найважливіших монет в західній історії. Перший карбування флорина відбулося в 1252 році, тоді вартість флорина дорівнювала лірі, але до 1500 року флорин подорожчав, сім лір дорівнювали одному флорину. Дизайн оригінальних флорентійських флоринів включав характерний геральдичну лілію міста на одній стороні, а на іншій - стоячу фігуру Св. Іоанна Хрестителя, що носить волосяницю. Гульден символізується як Fl. або ƒ, що означає флорін. Угорський форинт названий на честь флорина.

### Венеціанський цехін

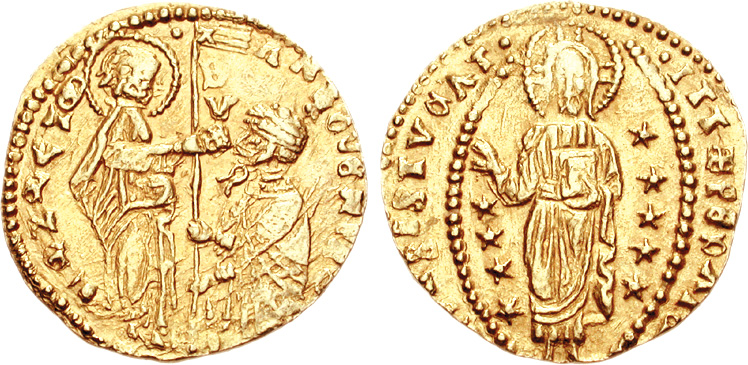
Венеціанський цехін, 1382

Цехін (венеціанською та італ. zecchino [dzekˈkiːno]) — це золота монета, яка карбувалася Венеційською республікою з 13 століття. Дизайн венеціанського цехіна залишався незмінним понад 500 років, від його запровадження у 1284 році до падіння Венеційської республіки у 1797 році, що робить його найпрестижнішою золотою монетою, яка циркулювала в комерційних центрах Середземного моря. Жоден інший дизайн монети не виготовлявся протягом такого довгого історичного періоду. 

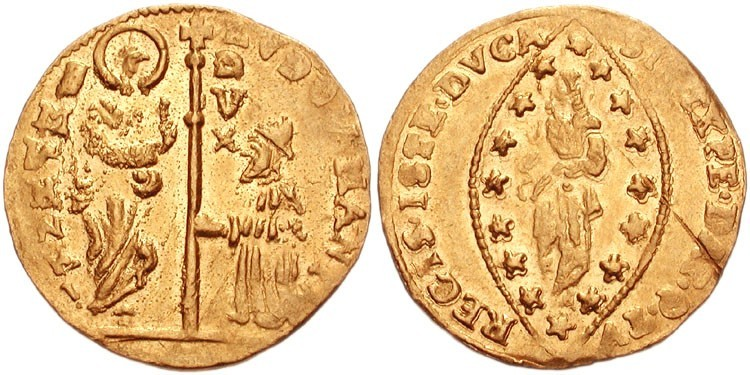
Венеціанський цехін, прибл. 1789–1797

На зворотному боці цехіна є гексаметр латинською мовою: Sit tibi, Christe, datus // quem tū regis, iste ducātus («Христе, нехай це герцогство, яким ти правиш, буде дано тобі»). На аверсі зображено Марко Євангеліст, покровитель Венеції, який стоїть та віддає штандарт дожеві Венеції.

## Ранній сучасний період
Пізні італійські монети були дуже схожі на французькі франки, особливо у десяткових системах, оскільки країна перебувала під владою Наполеонівського Королівства Італія. Вони відповідали вартості 0,29 грама золота або 4,5 грама срібла. Після падіння Наполеона Італія повернулася до роздробленого стану, як це було у довгому 19 столітті.

## Об'єднання Італії

### Італійська ліра
Оскільки Італія протягом століть була поділена на багато історичних держав, у кожної з них були різні монетні системи, але коли країна об’єдналася в 1861 році, була введена італійська ліра, яка використовувалася до 2002 року. Термін походить від libra, найбільшої одиниці каролінзької монетної системи, яка використовувалася в Західній Європі та інших регіонах з 8 по 20 століття. У 1999 році євро став грошовою одиницею Італії, а ліра стала національною субодиницею євро за курсом 1 євро = 1936,27 лір, перед тим, як її замінили готівкою у 2002 році.